# 贝特博恩
贝特博恩（法語：Bettborn，法語發音：[bɛtbɔʁn]）是法国摩泽尔省的一个市镇，属于萨尔堡-萨兰堡区。

## 地理
贝特博恩（48°48'3"N, 7°1'17"E）面积6.57 平方千米，位于法国大東部大區摩泽尔省，该省份为法国东北部内陆省份，是洛林的一部分，西南接默尔特-摩泽尔省，东临下莱茵省，北与卢森堡和德国接壤。
与贝特博恩接壤的市镇（或旧市镇、城区）包括：贝特尔曼、戈塞尔曼、埃勒兰-莱费内特朗日、奥贝尔斯坦泽、罗默尔凡、基尔贝格。

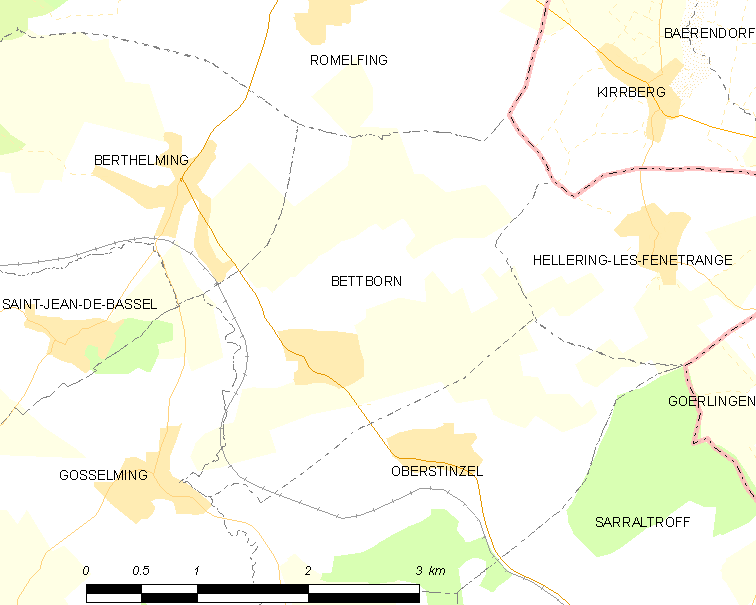
贝特博恩的OSM定位图

贝特博恩的时区为UTC+01:00、UTC+02:00（夏令时）。

## 行政
贝特博恩的邮政编码为57930，INSEE市镇编码为57071。

## 政治
贝特博恩所属的省级选区为萨尔堡县。

## 人口

1962-2008年间贝特博恩人口变化图示

贝特博恩于2022年1月1日时的人口数量为397人。